# Borgorose
Borgorese és un comune (municipi) de la província de Rieti, a la regió italiana del Laci, situat a uns 70 km al nord-est de Roma i a uns 40 km al sud-est de Rieti. A 1 de gener de 2019 la seva població era de 4.435 habitants.
Borgorose limita amb els següents municipis: L'Aquila, Lucoli, Magliano de' Marsi, Pescorocchiano, Sante Marie i Tornimparte. A la frazione de Corvaro hi va néixer l'antipapa Nicolau V.